# Лаванкер (Долина Аосте)
Лаванкер је насеље у Италији у округу Долина Аосте, региону Долина Аосте.
Према процени из 2011. у насељу је живело 95 становника. Насеље се налази на надморској висини од 976 м.